# Rhodina
Rhodina é um gênero de traça pertencente à família Arctiidae.